# Бзувкі
Бзувкі (пол. Bzówki) — село в Польщі, у гміні Нові Острови Кутновського повіту Лодзинського воєводства.
Населення — 244 особи (2011).
У 1975-1998 роках село належало до Плоцького воєводства.

## Демографія
Демографічна структура станом на 31 березня 2011 року:
|          | Загалом | Допрацездатний вік | Працездатний вік | Постпрацездатний вік |
| -------- | ------- | ------------------ | ---------------- | -------------------- |
| Чоловіки | 132     | 27                 | 94               | 11                   |
| Жінки    | 112     | 18                 | 63               | 31                   |
| Разом    | 244     | 45                 | 157              | 42                   |